# Nematinus fuscipennis
Nematinus fuscipennis är en stekelart som först beskrevs av Audinet-serville 1823.  Nematinus fuscipennis ingår i släktet Nematinus, och familjen bladsteklar. Arten är reproducerande i Sverige.